# 209 ق م
209 ق م أو 209 قبل الميلاد هي سنة من العقد 20 ق م في التقويم اليولياني البروليبتي (التقويم الميلادي). تسبقها سنة 210 ق م وتليها سنة 208 ق م.

## أحداث

### الإمبراطورية الرومانية
- الرومان بقيادة كوينتوس فابيوس ماكسيموس فيروكوسوس يستولون على مدينة تارنتوم (تارانتو الحالية)، والتي سيطر عليها حنبعل القرطاجي لمدة ثلاث سنوات.
- معركة كانوسيوم - معركة كانوسيوم بين الجيش القرطاجي بقيادة حنبعل، وبين القوات الرومانية بقيادة ماركوس كلاوديوس مارسيلوس. لكن النتيجة غير حاسمة.
- معركة قرطاجنة - من مقره في تاراكو (طركونة الحالية) يبدأ القائد الروماني في إسبانيا بوبليوس كورنيليوس سكيبيو، حملة موحدة برية وبحرية للهجوم على مقر القوات القرطاجية في قرطاج الجديدة (قرطاجنة الحالية). وينجح في حصار المدينة ثم في الاستيلاء عليها. وبذلك يسيطر سكيبيو على إمدادات وفيرة ورهائن إسبان ومناجم الفضة المحلية، وعلى ميناء هام وقاعدة للتوسع جنوبا.

### الإمبراطورية السلوقية
- معركة جبل لابوس - الملك السلوقي أنطيوخوس الثالث يهاجم أرشك الثاني ملك فرثية، ويستولي على هيكاتومبيلوس (في جنوب شرق بحر قزوين)، عاصمة المملكة وسيرنكس في هيركانيا. ويهزمه أنطيوخوس الثالث في معركة جبل لابوس، ويجبره للدخول في تحالف مع المملكة السلوقية.

### اليونان
- فيلوبومين الإستراتيجوس اليوناني وقائد الآخيين، يحول الرابطة الآخية إلى قوة عسكرية هجومية. ويبني قدرات عسكرية للرابطة. ويهزم الجيش الآخي بقيادة فيلوبومين الأتوليين في الحدود الإيلية.

### الصين
- الإمبراطور الصيني تشين إر شي يعزل جياو سيد وي، منهيا دولة وي.
- في أغسطس – تشين شينغ يقوم مع وو غوانغ بالثورة والتمرد ضد حكم أسرة تشين.

### آسيا الوسطى
- مودو شانيو يخلف تومان شانيو الحاكم لاتحاد قبائل شيونغنو ويؤسس إمبراطورية تشيونغنو. وتندفع قوات مودو إلى داخل شمال الصين، مهددا إمبراطورية تشين، ومجبرا إياها على تحصين مضاعف للسور العظيم.

## مواليد
- هيسباوسينز

## كتب
- Yves Denis Papin (1998). Chronologie de l'histoire ancienne. Lieu de publication non identifié: Éditions Jean-paul Gisserot. ISBN:2-87747-346-5. OCLC:40746926. مؤرشف من الأصل في 2022-03-16.
- أحمد محمد عوف (2000)، موسوعة حضارة العالم، QID:Q12246226

## وصلات خارجية
- صفحة السنة على موقع onthisday.com
- سنة 209 ق م على موقع المكتبة الوطنية الفرنسية